# Trouble de la personnalité schizoïde
Ne doit pas être confondu avec Schizophrénie.
 Mise en garde médicale
Le trouble de la personnalité schizoïde est un trouble de la personnalité caractérisé par un manque d'intérêt pour les relations sociales. L'individu éprouve des difficultés à nouer des liens sociaux ; ses loisirs, son activité professionnelle, sont solitaires et indépendants. Il n'est en apparence pas touché par les marques de sympathie ou d'affection et n'exprime pas ses émotions, d'où une image de froideur, d'apathie.
La prévalence de ce trouble varie selon les études, de 1 % à 5 %. Cette variation est due en partie au manque de définition précise de la personnalité schizoïde, à la confusion de celle-ci avec la schizophrénie, et à la rareté des diagnostics donnés.  En effet, peu de personnes schizoïdes consultent pour des soins (alors qu'elles seraient en fait relativement nombreuses par rapport aux autres personnes atteintes de troubles de la personnalité, jusqu'à 40 % d'entre elles selon Philip Manfield). Cette personnalité semble être un peu plus fréquente chez les hommes que chez les femmes,.

## Histoire
Le terme de « schizoïde » fut inventé en 1908 par Eugen Bleuler pour désigner une tendance naturelle d’une personne à s’attacher à la vie intérieure à l'encontre du monde extérieur. C’est un concept apparenté à l'introspection qui n’était alors pas assimilé à une psychopathologie. Bleuler désigna les amplifications morbides mais non-psychotiques comme étant une « personnalité schizoïde ». Depuis lors, des études sur la personnalité schizoïde furent développées de deux façons distinctes : premièrement un descriptif psychiatrique qui se concentre sur les comportements observables et les symptômes énoncés par le DSM-IV révisé, et secondement un descriptif psychologique incluant l’exploration des motivations inconscientes et de la structure caractérielle.
La description psychiatrique traditionnelle démarra avec le portrait des comportements schizoïdes observables qu’Ernst Kretschmer élabora en plusieurs groupes :
1. insociabilité, calme, réserve, sérieux et excentricité ;
2. timidité (notamment dans les sentiments), sensibilité, nervosité, excitabilité et penchant pour les livres et la nature ;
3. docilité, bienveillance, apparence d'honnêteté, indifférence, silence et attitudes émotionnelles froides.

Dans ces caractéristiques et selon le DSM-IV, certains voient les précurseurs de trois troubles de la personnalité distincts, même si Kretschmer lui-même ne concevait pas la séparation radicale de ces comportements[réf. souhaitée]. Il les considérait plutôt comme présents les uns comme les autres mais avec des amplitudes variables selon les individus schizoïdes. Pour Kretschmer[réf. souhaitée], la majorité des schizoïdes ne sont pas soit hypersensibles soit froids, ils sont hypersensibles et froids en même temps dans des proportions relatives, avec une tendance à varier d’un comportement à l’autre. La description psychologique commença avec les observations d’Eugen Bleuler en 1924[réf. souhaitée]. Il observa que les personnes schizoïdes et les pathologies schizoïdes ne pouvaient pas être séparées. En 1940, W. R. D. Fairbairn présenta son travail[réf. souhaitée] sur la personnalité schizoïde. On peut y trouver la majeure partie des phénomènes schizoïdes connus actuellement.
Fairbairn esquisse quatre thèmes centraux :
1. le besoin de régler une distance relationnelle ;
2. la capacité à mobiliser ses défenses personnelles et la confiance en soi-même ;
3. une tension entre le besoin d‘attachement et le besoin de distance défensive, qui s’observe de façon manifeste par un comportement indifférent ;
4. une surévaluation du monde intérieur et l’exclusion du monde extérieur.

Dans le sillage de Fairbairn, la description psychiatrique a produit de riches analyses[réf. souhaitée] sur le caractère schizoïde, notamment par les écrivains Nannarello (1953), Laing (1960), Winnicott (1965), Guntrip (1969), Khan (1974), Akhtar (1987), Seinfeld (1991), Manfield (1992), et Klein (1995).

## Diagnostic

### DSM-IV TR
Selon le Manuel diagnostique et statistique des troubles mentaux, il s'agit d'un mode général de détachement par rapport aux relations sociales et de restriction des expressions émotionnelles. Cette personnalité se caractérise par la présence d'au moins quatre des traits suivants :
- le sujet ne recherche ni n'apprécie les relations sociales y compris intrafamiliales proches ;
- il choisit presque toujours des activités solitaires ;
- il présente peu ou pas d'intérêt pour le sexe (avec autrui) ;
- il n'éprouve du plaisir que dans de rares activités ;
- il n'a pas de confidents en dehors des parents du 1er degré ;
- il semble indifférent aux critiques autant qu'aux éloges d'autrui ;
- il présente une froideur, un émoussement de l'affectivité.

### CIM-10
Selon la Classification internationale des maladies (CIM-10) de l'Organisation mondiale de la santé (OMS), un individu atteint du trouble de la personnalité schizoïde possède au moins quatre des caractéristiques suivantes :
- de la froideur émotionnelle, du détachement et de l'affection réduite ;
- une capacité limitée d'exprimer des émotions positives ou négatives à autrui ;
- une préférence marquée pour des activités solitaires ;
- peu ou pas d'amis proches et manque de désir d'établir des relations amicales ;
- de l'indifférence à la critique et aux remarques ;
- un manque de plaisir dans la pratique d'activités ;
- de l'indifférence envers les normes et conventions sociales ;
- une préférence pour l'introspection (rêve lucide dans des cas extrêmes) et l'imagination ;
- un manque de désir d'accomplir des expériences sexuelles avec autrui.

### Critères de Guntrip
Selon Harry Guntrip, les dix caractéristiques de la personnalité schizoïde sont l'introversion, le retrait, l'autarcie, le narcissisme, l'indépendance, le sentiment de supériorité, le manque d'émotions, la solitude, la dépersonnalisation et la régression.

## Caractéristiques psychologiques

### Généralités
Les patients paraissent insensibles, d'humeur monotone, froids et distants, sans pour autant chercher la marginalité volontairement. La plupart considèrent qu'ils sont « des observateurs plutôt que des participants au monde ».
Les difficultés de communication avec autrui signent un manque d'empathie plus ou moins important selon la personne. La personnalité schizoïde perçoit mal les émotions d'autrui, ainsi que les siennes, d'où des difficultés d'adaptation dans les rapports sociaux. Dans un tel contexte, l'adaptation socio-professionnelle peut être perturbée.
Cette personnalité est à rapprocher également de l'alexithymie (difficultés dans l’expression verbale des émotions).

### Profils phénoménologiques d'Akhtar
Dans un article de 1987, le psychiatre et psychanalyste Salman Akhtar (en) fait une synthèse des diagnostics selon les écoles psychanalytiques et le Manuel diagnostique et statistique des troubles mentaux dans ses versions III (1980) et III-R (1987). Il y classe les caractéristiques cliniques répertoriées qui s'expriment de manière « manifeste » ou « caché » (en anglais « overt » et « covert ») dans six domaines du fonctionnement psychosocial. Selon le Dr Akhtar, « ces désignations ne relèvent pas du conscient ou de l'inconscient mais dénotent, selon toute apparence, des aspects contradictoires de cette personnalité qui sont phénoménologiquement plus ou moins aisément discernables » et dont « le mode d'organisation souligne la centralité de la division et de la confusion identitaire chez la personnalité schizoïde ».
|                              | Caractéristiques | Caractéristiques |
| ---------------------------- | --- | --- |
| Zones                        | manifestes | cachées |
| Autodésignation              | - conciliant - stoïque - non-compétitif (refuse le combat avec autrui) - autonome - manque d'assurance - sentiment d'infériorité ou de se sentir exclu de vie (sociale)                                                 | - auto-dévalorisation - inauthentique - dépersonnalisé - impression d'être vide, d'agir comme un robot - fantasmes d'omnipotence - grandiloquence (sentiment de supériorité) |
| Relations interpersonnelles  | - replié/renfermé - distant - a peu d'amis proches - imperméable aux émotions d'autrui - peur de l'intimité | - très délicat, hypersensible - profondément curieux d'autrui - envie d'amour, d'être aimé, apprécié, populaire - envieux de la spontanéité chez les autres - profond besoin d'établir des relations avec les autres - capable de fusion avec des personnes familières sélectionnées avec soin - très vulnérable à la frustration |
| Adaptation sociale           | - préfère des activités solitaires et récréatives - marginal ou éclectique lorsqu'il est en groupe - vulnérable aux mouvements ésotériques en raison d'un grand besoin d'appartenir - tend à être paresseux et indolent | - manque de clarté dans ses objectifs - affiliation ethnique lâche[Quoi ?] - potentiellement capable de réaliser un travail régulier - plutôt créatif, il peut apporter des contributions uniques et originales - capable d'une endurance sans limite dans ses domaines d'intérêt                                                 |
| Amour et sexualité           | - asexuel et/ou célibataire - manque de romantisme - aversion pour les potins sexuels et l'insinuation | - intérêts gardés secrets |
| Éthique, standards et idéaux | - morale et croyance politique idiosyncrasiques - tendance à avoir des intérêts pour ce qui relève du spirituel, du mystique et de la parapsychologie                                                                   | - déséquilibre moral - altruisme et sens de l'auto-sacrifice - grande sensibilité aux évènements historiques dramatiques (guerres, génocides...) |
| Style cognitif               | - absent - plongé dans son imagination - discours guindé et vague - alterne entre l'éloquence et l'incapacité à articuler ses idées                                                                                     | - mode de pensée autistique - fluctuations entre un mode de contact vif avec la réalité externe et une hyper réflectivité de soi - usage autocentrique de la langue. |

## Traitements
La prise en charge est difficile compte tenu de l'absence de motivation de la part des patients. Le professionnel doit tenter de développer l'empathie du patient et élargir sa palette émotionnelle, l'amener à exercer des activités en groupe afin de réduire son isolement social.

## Schizoïdie de civilisation
Dans L'Exil intérieur : schizoïdie et civilisation (1975), Roland Jaccard utilise métaphoriquement le terme de schizoïdie pour qualifier la civilisation occidentale, suivant l'idée que « nous côtoyons l'autre mais ne le rencontrons jamais ».